# Udo Kornblum
Udo Kornblum (* 6. Juni 1934 in Danzig) ist ein deutscher Rechtswissenschaftler. Er war von 1975 bis 2000 ordentlicher Professor für Privatrecht an der Universität Stuttgart.

## Leben
Kornblum musste wegen seiner deutschen Abstammung bei Kriegsende aus Danzig fliehen. Sein neuer Wohnort wurde Goslar, wo er 1954 sein Abitur ablegte. Im Anschluss studierte er bis 1958 Rechtswissenschaften an den Universitäten Frankfurt am Main und Freiburg im Breisgau. 1959 folgte ein vierjähriges Rechtsreferendariat, das er 1963 mit dem Zweiten Staatsexamen abschloss. Bereits 1960 hatte er seine Promotion in Frankfurt erlangt. Nach dem Zweiten Examen arbeitete Kornblum in Frankfurt am Main als wissenschaftlicher Assistent. 1967 wurde er dort bei Gerhard Schiedermair habilitiert. Danach war er an der Universität Frankfurt als Privatdozent und später als Professor für Bürgerliches Recht, Handels-, Wirtschafts- und Zivilprozessrecht tätig. Zudem vertrat er Lehrstühle an den Universitäten Marburg, Münster, Göttingen und Mannheim.
Zum Wintersemester 1975/76 berief ihn die Universität Stuttgart auf den neugeschaffenen Lehrstuhl für Rechtswissenschaften, der ab 1978 in das damalige Institut für Sozialforschung (heute: Institut für Volkswirtschaftslehre und Recht) eingegliedert war. Vom Wintersemester 1982/83 bis zum Sommersemester 1984 war er Dekan der Fakultät Geschichts-, Sozial- und  Wirtschaftswissenschaften. Von 1978 bis 1998 war ehrenamtlicher Richter bei der Disziplinarkammer des Verwaltungsgerichts Stuttgart. Außerdem hielt er bei Bedarf auch vereinzelt Lehrveranstaltungen an der Universität Hohenheim. Im September 2000 wurde er emeritiert. Gleichzeitig fiel sein ehemaliger Lehrstuhl in Stuttgart Sparzwängen zum Opfer.
Kornblums Forschungsschwerpunkte liegen insbesondere im mittelalterlichen Prozessrecht, dem Recht der deutschen und internationalen Schiedsgerichtsbarkeit, dem Gesellschaftsrecht, dem Recht der Freien Berufe, dem Zivilprozessrecht und dem Handelsrecht.

## Monographien
- Das Beweisrecht des Ingelheimer Oberhofes und seiner malpflichtigen Schöffenstühle im Spätmittelalter. O. O. 1960 (Dissertation, Universität Frankfurt am Main, 1960).
- Probleme der schiedsrichterlichen Unabhängigkeit. Beck, München 1968 (Habilitationsschrift, Universität Frankfurt am Main).
- Die Haftung der Gesellschafter für Verbindlichkeiten von Personengesellschaften. Athenäum, Frankfurt am Main 1972, ISBN 3-7610-3016-9.
- Fälle zum Allgemeinen Schuldrecht. Beck, München 1978 (ab 7. Auflage 2011 fortgeführt und neu bearbeitet von Michael Stürner, zuletzt: 8. Auflage 2017, ISBN 978-3-406-71110-7).
- mit Wolfgang B. Schünemann: 300 privatrechtliche Multiple-choice-Aufgaben mit Lösungen für Studierende der Rechts- und Wirtschaftswissenschaften. Athenäum, Königstein/Taunus 1979 (2. Auflage 1985 bis 9. Auflage 2004 als Privatrecht in der Zwischenprüfung, ab 10. Auflage 2008 als Privatrecht für den Bachelor; zuletzt: 13. Auflage. Müller, Heidelberg 2016, ISBN 978-3-8114-9492-3).
- Neuere württembergische Rechtstatsachen zum Unternehmens- und Gesellschaftsrecht. Universitätsverlag, Stuttgart 1994.
- Rechtstatsachen zum Unternehmens- und Gesellschaftsrecht aus den neuen Bundesländern. Universitätsverlag, Stuttgart 1994.